# USS Frederick C. Davis (DE-136)
USS Frederick C. Davis (DE-136) là một tàu hộ tống khu trục lớp Edsall từng phục vụ cùng Hải quân Hoa Kỳ trong Chiến tranh Thế giới thứ hai. Nó là chiếc tàu chiến duy nhất của Hải quân Hoa Kỳ được đặt cái tên này, theo tên Thiếu úy Hải quân Frederick Curtice Davis (1915-1941), phi công phục vụ trên thiết giáp hạm Nevada (BB-36), đã tử trận trong vụ tấn công Trân Châu Cảng ngày 7 tháng 12, 1941 và được truy tặng Huân chương Chữ thập Hải quân. Nó đã hoạt động hộ tống các đoàn tàu vận tải đi sang Châu Âu và Địa Trung Hải, cho đến khi bị tàu ngầm U-boat U-546 phóng ngư lôi đánh chìm tại Đại Tây Dương vào ngày 24 tháng 4, 1945. Nó trở thành chiếc tàu Hải quân Hoa Kỳ cuối cùng bị mất trong Trận chiến Đại Tây Dương. Frederick C. Davis được tặng thưởng danh hiệu Đơn vị Tuyên dương Hải quân cùng bốn Ngôi sao Chiến trận do thành tích phục vụ trong Thế Chiến II.

## Thiết kế và chế tạo
Lớp Edsall có thiết kế hầu như tương tự với lớp Cannon dẫn trước; khác biệt chủ yếu là ở hệ thống động lực Kiểu FMR do được trang bị động cơ diesel Fairbanks-Morse dẫn động qua hộp số giảm tốc đến trục chân vịt. Đây là cấu hình động cơ được áp dụng rộng rãi trên tàu ngầm, được chứng tỏ là có độ tin cậy cao hơn so với lớp Cannon.
Vũ khí trang bị bao gồm ba pháo 3 in (76 mm)/50 cal trên tháp pháo nòng đơn có thể đối hạm hoặc phòng không, một khẩu đội pháo phòng không Bofors 40 mm nòng đôi và tám pháo phòng không Oerlikon 20 mm. Vũ khí chống ngầm bao gồm một dàn súng cối chống tàu ngầm Hedgehog Mk. 10 (có 24 nòng và mang theo 144 quả đạn); hai đường ray Mk. 9 và tám máy phóng K3 Mk. 6 để thả mìn sâu. Con tàu vẫn giữ lại ba ống phóng ngư lôi Mark 15 21 inch (533 mm), và được trang bị radar SC dò tìm không trung và mặt biển. Thủy thủ đoàn đầy đủ bao gồm 186 sĩ quan và thủy thủ.
Frederick C. Davis được đặt lườn tại xưởng tàu của hãng Consolidated Steel Corporation ở Orange, Texas vào ngày 9 tháng 11, 1942. Nó được hạ thủy vào ngày 24 tháng 1, 1943, được đỡ đầu bởi bà Dorothy H. Robins, và nhập biên chế cùng Hải quân Hoa Kỳ vào ngày 14 tháng 7, 1943 dưới quyền chỉ huy của Hạm trưởng, Thiếu tá Hải quân Oscar William Goepner.

## Lịch sử hoạt động
Sau khi hoàn tất việc trang bị và chạy thử máy huấn luyện tại khu vực Bermuda, Frederick C. Davis khởi hành từ Norfolk, Virginia vào ngày 7 tháng 10, 1943 để hộ tống một đoàn tàu vận tải vượt Đại Tây Dương đi sang Algiers. Sau đó nó tiếp tục phục vụ hộ tống các đoàn tàu vận tải đi sang các cảng Bắc Phi và Naples, Ý. Vào ngày 6 tháng 11, nó chịu đựng đợt không kích đầu tiên của đối phương, khi máy bay ném bom-ngư lôi và máy bay ném bom tầm trung đã gây hư hại cho ba tàu buôn trong đoàn tàu vận tải, trước khi bị hỏa lực phòng không từ các tàu hộ tống đánh đuổi. Tiếp tục chịu đựng một lượt không kích khác vào ngày 26 tháng 11, nó đã bắn rơi ít nhất hai kẻ tấn công.
Làm nhiệm vụ hộ tống vận tải tại khu vực Tây Địa Trung Hải, vào ngày 16 tháng 12, 1943, Frederick C. Davis tham gia vào cuộc tấn công vốn đã đưa đến việc tàu ngầm U-boat Đức U-73 bị đánh chìm bởi các tàu khu trục Woolsey (DD-437) và Trippe (DD-403) tại tọa độ 36°07′B 00°50′T / 36,117°B 0,833°T. Đến ngày 21 tháng 1, 1944, nó khởi hành từ Naples để hỗ trợ cho Chiến dịch Shingle, cuộc đổ bộ lên Anzio, Ý. Sau khi tuần tra chống tàu ngầm bảo vệ cho cuộc đổ bộ ban đầu vào ngày 22 tháng 1, nó tiếp tục tuần tra ngoài khơi khu vực đổ bộ trong suốt sáu tháng tiếp theo, ngoại trừ những lượt tiếp liệu ngắn tại Naples. Nó được gắn những thiết bị đặc biệt nhằm gây nhiễu tần số vô tuyến dùng để điều khiển những quả bom lượn của đối phương; và nó đã chống trả những đợt không kích nhằm bảo vệ tàu bè tại khu vực vận chuyển và đổ bộ. Con tàu cũng chịu đựng hỏa lực từ pháo bờ biển đối phương vào giai đoạn mở màn của chiến dịch, gây hư hại nhẹ cho con tàu và khiến một người bị thương.
Sau khi quay trở lại vai trò hộ tống vận tải tại Địa Trung Hải trong tháng 6 và tháng 7, 1944, Frederick C. Davis rời Naples vào ngày 9 tháng 8 để đi Corsica, nơi tập trung lực lượng cho Chiến dịch Dragoon, cuộc đổ bộ lên miền Nam nước Pháp. Một lần nữa những thiết bị gây nhiễu vô tuyến của nó đã hỗ trợ cho việc bảo vệ tàu chỉ huy của cuộc đổ bộ, chiếc Catoctin (AGC-5). Chiếc tàu hộ tống khu trục đã tuần tra chống ngầm ngoài khơi khu vực đổ bộ cho đến ngày 19 tháng 9, khi nó quay trở về Xưởng hải quân New York để được đại tu.

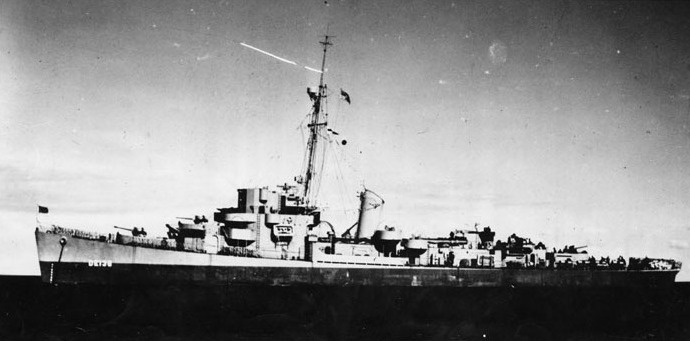
USS Frederick C. Davis khi tham gia Chiến dịch Teardrop vào mùa Xuân năm 1945

Quay trở lại hoạt động tại khu vực Tây Đại Tây Dương vào đầu năm 1945, Frederick C. Davis phục vụ hộ tống các đoàn tàu vận tải ven biển và tuần tra chống tàu ngầm cho đến giữa tháng 4, khi nó tham gia một lực lượng ngăn chặn đặc biệt, được hình thành trong khuôn khổ Chiến dịch Teardrop nhằm bảo vệ vùng bờ biển Đại Tây Dương khỏi sự xâm nhập của thế hệ tàu U-boat mới của Đức. Đối thủ giờ đây được trang bị ống hơi, cho phép lấy không khí để vận hành động cơ diesel mà không cần phải nổi lên mặt nước; và như thế đối phương trở nên khó phát hiện hơn. 
Một chiếc U-boat như vậy, U-546, đã đụng độ với Frederick C. Davis vào ngày 24 tháng 4. Chỉ trong vòng vài phút sau khi phát hiện, trong khi chiếc tàu hộ tống khu trục chuẩn bị tấn công đối thủ, nó trúng ngư lôi vào phía trước bên mạn trái tàu; năm phút sau, chiếc tàu hộ tống vỡ làm đôi, và những nỗ lực nhằm giữ cho phần đuôi tàu tiếp tục nổi, vốn ít hư hại hơn và có nhiều người sống sót, đã không thành công. Nó đắm tại tọa độ 43°52′B 40°15′T / 43,867°B 40,25°T. Những người sống sót phải rời tàu, và được các tàu khác cứu vớt trong vòng ba giờ; tuy nhiên, 115 thành viên thủy thủ đoàn đã tử trận cùng con tàu.
U-546 bị các tàu khác của đội đặc nhiệm truy đuổi, và sau mười giờ lẫn tránh đã phải nổi lên mặt nước. Chiếc tàu U-boat bị đánh chìm bởi hỏa lực hải pháo tại tọa độ 43°53′B 40°07′T / 43,883°B 40,117°T; 26 thành viên thủy thủ đoàn chiếc U-boat đã tử trận, và 33 người khác sống sót bị bắt làm tù binh.

## Phần thưởng
Frederick C. Davis được tặng thưởng danh hiệu Đơn vị Tuyên dương Hải quân cùng bốn Ngôi sao Chiến trận do thành tích phục vụ trong Thế Chiến II. 
|  |                                                       |  |
|  | Bronze star · Bronze star · Bronze star · Bronze star |  |

| Dãi băng Hoạt động Tác chiến (truy tặng) | Dãi băng Hoạt động Tác chiến (truy tặng)                                     | Đơn vị Tuyên dương Hải quân                                                  | Đơn vị Tuyên dương Hải quân          |
| Huân chương Chiến dịch Hoa Kỳ            | Huân chương Chiến dịch Châu Âu-Châu Phi-Trung Đông với 4 Ngôi sao Chiến trận | Huân chương Chiến dịch Châu Âu-Châu Phi-Trung Đông với 4 Ngôi sao Chiến trận | Huân chương Chiến thắng Thế Chiến II |